# Swati jezik
Swati jezik (isiswazi, phuthi, siswati, swazi, tekela, tekeza; ISO 639-3: ssw), nigersko-kongoanski jezik s juga Afrike, kojim govori 980 000 ljudi (2006) u Svazilandu, ali i oko 1 010 000 u Južnoafričkoj Republici, te nadalje 43 000 u Lesotu (2002) i 1 200 u Mozambiku (2006). 
Pripada centralnoj skupini pravih bantu jezika, podskupina Nguni (S.40). Swati ili svazijski je službeni jezik u Svazilandu i Južnoafričkoj Republici. Ima tri dijalekta baca, hlubi i phuthi. U Svazilandu se uči u svim nacionalnim školama; na njemu se pišu novine i vodi radio-proogram.

## Vanjske poveznice
- Ethnologue (14th)
- Ethnologue (15th)